# Aleksandr Sénnikov
Alexander Nikolaevitsch Sennikov (translitera del cirílico Александр Николаевич Сенников) (1972 ) es un botánico ruso.

## Algunas publicaciones
- 2002. Bibliographic catalogue of Hieracium and Pilosella names published by Finnish authors. Ed. Botanical Museum, Finnish Museum of Natural History. 109 pp. ISBN 9521005300

- Dmitri V. Geltman, Alexandr N. Sennikov. 2002. Komarovia. Ed. Science Publ. 140 pp. ISBN 157808248X

- La abreviatura «Sennikov» se emplea para indicar a Aleksandr Sénnikov como autoridad en la descripción y clasificación científica de los vegetales.[1]